# Bitwa w Mogadiszu (marzec-kwiecień 2007)
Bitwa o Mogadiszu (21 marca 2007 – 26 kwietnia 2007) – bitwa między islamistycznymi bojownikami somalijskimi a etiopskimi w stolicy Somalii.
Wojska etiopskie wraz z bojówkami Przejściowego Rządu Federalnego Somalii zaatakowały armię rządową, kiedy przed bramami stolicy napotkali zmasakrowane ciała powstańców. Zbulwersowane tym faktem wojska podjęły szturm i zajęły większość dzielnic Mogadiszu.

## Bitwa
21 marca, kiedy wybuchła bitwa, siły pro-rządowe TFG atakowały pałace zajęte przez fanatycznych islamskich bojowników somalijskich. Wymiana ognia szybko rozprzestrzeniała się na inne dzielnice miasta. Siły TFG rozbrajały w mieście bojowników, Hawiye i Ruchy Oporu. Pierwszego dnia jednak zginęło więcej rządowy żołnierzy. Ofiary wzrosły do 80 osób.
23 marca, TransAVIAexport Airlines Ił-76 samolot rozbił się w Mogadiszu. Samolot został zestrzelony. Na pokładzie było 11 osób, wszystkie oprócz jednego Białoruskiego członka załogi zginęli w katastrofie lotniczej.
24 marca potężne plemię Hawiye i wrogie dla nich wojska Etiopii po pierwszych dniach ostrej wymiany ognia osiągnęli dostawy nowej broni. Kuszyci natomiast obiecali rozpoczęcie mediacji między rządem a Hawiye. Jednakże, po spotkaniu urzędników wojskowych w Etiopii i z Hawiye okazało się, że mediacja zakończyła się fiaskiem, a bitwa w Mogadiszu zawrzała na nowo. Państwa koalicji z TFG poinformowali, że w mieście rozpoczęła się akcja, wyszukiwania wrogiego wojowniczego plemienia w stolicy.

### 2 runda bitwy
29 marca do Mogadiszu wkroczyły etiopskie czołgi. O 5:30 ponownie było słychać ciężkie karabiny maszynowe. Tego dnia w walkach zginęło co najmniej 28 osób.
Etiopski helikopter Mi-24 został zestrzelony następnego dnia 30 marca. 31 marca żołnierz Ugandy zginął przez działanie rebelianckiej artylerii. 1 kwietnia ogłoszono, że dotychczasowy bilans ofiar bitwy wynosi 1086.
2 kwietnia walka została zatrzymana, gdy okazało się, że przywódcy Hawiye ogłosili rozejm z siłami Etiopii. Pomimo wycofania się Hawiye ze stolicy, Salad Ali Jelle, zastępca ministra obrony z TFG zaprzeczył, że to koniec bitwy.

### 3 runda bitwy
11 kwietnia zginęły 2 osoby w odnowionej bitwie, tym razem na północ od Mogadiszu i jego północnych dzielnicach. Jednakże, na 12 kwietnia Somalijski ambasador w Etiopii Abdikarin Farah stwierdził, że w Mogadiszu w ostatnich dniach było dość pokojowego i każdy myślał, że to koniec. Te spokojne ostatnie dni bojownicy wykorzystali na zakładaniu zasadzek i w wyniku tego 17 kwietnia w wybuchu bomby ginie dwóch rządowych żołnierzy. 17 kwietnia w ciężkich walkach ulicznych w północnej części Mogadiszu, co najmniej 11 cywilów zginęło. Kolejnego dnia wybuchł pożar, który zabił następnych 3 cywilów. W dalszym ciągu do walki 19 kwietnia, zginęło 12 cywilów, w wyniku samobójczego zamachu samochodem osobowym w którym wybuchła bomba, w szeregach Etiopii rany odniosło co najmniej 10 żołnierzy. Oprócz tego 10 żołnierzy zostało poszkodowanych, gdy ciężarówka wjechała w tłum ludzi. Do połowy kwietnia z miasta uciekło prawie pół miliona ludności, czyli 1/2 populacji stolicy Somalii. Doniesiono, że w ostatniej rundzie walki od 17 kwietnia do 24 kwietnia, co najmniej 358 osób zostało zabitych, w tym 45 powstańców, a 680 zostało rannych. 26 kwietnia, wojska Etiopii zajęły pałace w północnej części Mogadiszu. Wojska rządowe i etiopskie przejęły tym samym kontrolę nad całym miastem. Premier Somalii Ali Mohammed Ghedi ogłosil zwycięstwo nad powstańcami 26 kwietnia, mówiąc: „najgorsze walki w mieście są już za nami”. Wezwał mieszkańców do powrotu do swoich domów. Premier twierdził również, że jego siły, wspierane przez czołgi Etiopii i artylerii, schwytały 100 bojowników. Bojownicy ostatecznie nie wznowili już walki i wycofali się ze stolicy.